# Lilian Suzette Gibbs
Lilian Suzette Gibbs (10 de setembro de 1870 — 30 de janeiro de 1925) foi uma botânica britânica.
Ela trabalhou no Museu Britânico, em Londres, e foi a primeira mulher a escalar o monte Kinabalu em 1910.